# Жеравови
Жеравови (Gruidae) е семейство едри птици от разред Жеравоподобни. Приличат на представителите на семейство Чаплови, но видимо се различават при полет. Когато летят, птиците от семейство Жеравови изпъват напред своята глава и шия. За разлика от тях, при Чаплови формата на шията и главата прилича на буквата S при полет.

## Общи сведения
Големи птици. Имат дълги, тънки крака и дълга шия. Най-високите птици от семейството са високи 1,5 метра, а най-ниските са високи около 0,8 м. Размахът на крилете достига 2,3 м. Не се наблюдава полов диморфизъм. Цветът е от бял до тъмносив и кафяв. Повечето възрастни имат червено петно на темето.

## Разпространение
Обитават предимно блатисти райони, като от всички континенти не се срещат само в Австралия и Антарктида.
Повечето Жеравови, които живеят в северното полукълбо, мигрират на юг всяка есен от гнездовите райони на север. Завръщат се всяка пролет. Някои Жеравови прекарват годината на по-топли места.
На територията на България се срещат два вида – Сив и Момин жерав.

## Видове
Семейството включва 15 вида включени в 4 рода:
Подсемейство Balearcinae
- Род Balearica – Короновани жерави
  - Balearica pavonina, Черен коронован жерав
  - Balearica regulorum, Сив коронован жерав

Подсемейство Gruinae
- Род Grus – Жерави
  - Grus grus, Сив жерав
  - Grus canadensis, Канадски жерав
  - Grus americana, Бял американски жерав, Жерав-тръбач, Креслив жерав
  - Grus antigone, Индийски жерав
  - Grus rubicunda, Източен жерав
  - Grus leucogeranus, Сибирски жерав
  - Grus vipio, Даурски жерав
  - Grus monacha, Качулат жерав, Жерав-монах, Черен жерав
  - Grus nigricollis, Черноврат жерав
  - Grus japonensis, Японски жерав
- Род Anthropoides – Момински жерави
  - Anthropoides paradisea, Райски жерав
  - Anthropoides virgo, Момин жерав
- Род Bugeranus
  - Bugeranus carunculatus, Менгушав жерав

## Начин на живот и хранене
Издават силен пронизителен звук, който се чува на голямо разстояние. Птиците издават звуци по време на полет – вероятно за да задържат ятото цяло по време на миграция.
Ядат различна храна – от жаби, насекоми и охлюви до зърна и други растения. На някои места са смятани за вредители, понеже се хранят с посеви.

## Размножаване
Жеравови се размножават когато стигнат до гнездовите райони. Мъжкият и женската изпълняват брачни танци преди размножаване. Те се редуват при заобикалянето на другия с разтворени криле, навеждат главите си, и скачат във въздуха.
Строят гнездата си в плитчините в блато, тресавище или друга влажна и открита местност. И мъжкият, и женската помагат за струпването на тревички, бурени и други растения на купчина на земята. Женската обикновено снася само две яйца на сезон. И двамата родители се грижат за яйцата и малките.

## Допълнителни сведения
Всички представители на семейството са защитени на територията на България.